# Fépin
Fépin ist eine französische Gemeinde mit 236 Einwohnern (Stand: 1. Januar 2022) im Département Ardennes in der Region Grand Est (bis 2015 Champagne-Ardenne). Sie gehört zum Arrondissement Charleville-Mézières, zum Kanton Revin und zum Gemeindeverband Ardenne, Rives de Meuse.

## Geographie
Die Gemeinde liegt im 2011 gegründeten Regionalen Naturpark Ardennen. Die Maas bildet die östliche Gemeindegrenze. Umgeben wird Fépin von den Nachbargemeinden Montigny-sur-Meuse im Norden, Haybes im Osten und Süden sowie von der belgischen Gemeinde Viroinval im Westen.

## Geschichte
Der Ort könnte schon durch König Pippin an die Abtei Prüm gekommen sein. Im Jahr 800 bestätigte Karl der Große dem Prümer Abt Rechte und Pflichten in Fépin (Regesta Imperii I, 370). Daher ist Fépin auch 893 im „Prümer Urbar“ verzeichnet. Mit dem Kloster Prüm kam der Ort 1576 zu Kurtrier und wurde dort Teil des Amtes Prüm.  Im Jahr 1778 wurden die Orte Fumay und Fépin von Kurtrier an Frankreich abgetreten.

## Bevölkerungsentwicklung
| Jahr                       | 1962 | 1968 | 1975 | 1982 | 1990 | 1999 | 2006 | 2019 |
| -------------------------- | ---- | ---- | ---- | ---- | ---- | ---- | ---- | ---- |
| Einwohner                  | 273  | 294  | 288  | 288  | 263  | 244  | 262  | 268  |
| Quellen: Cassini und INSEE |      |      |      |      |      |      |      |      |

## Sehenswürdigkeiten

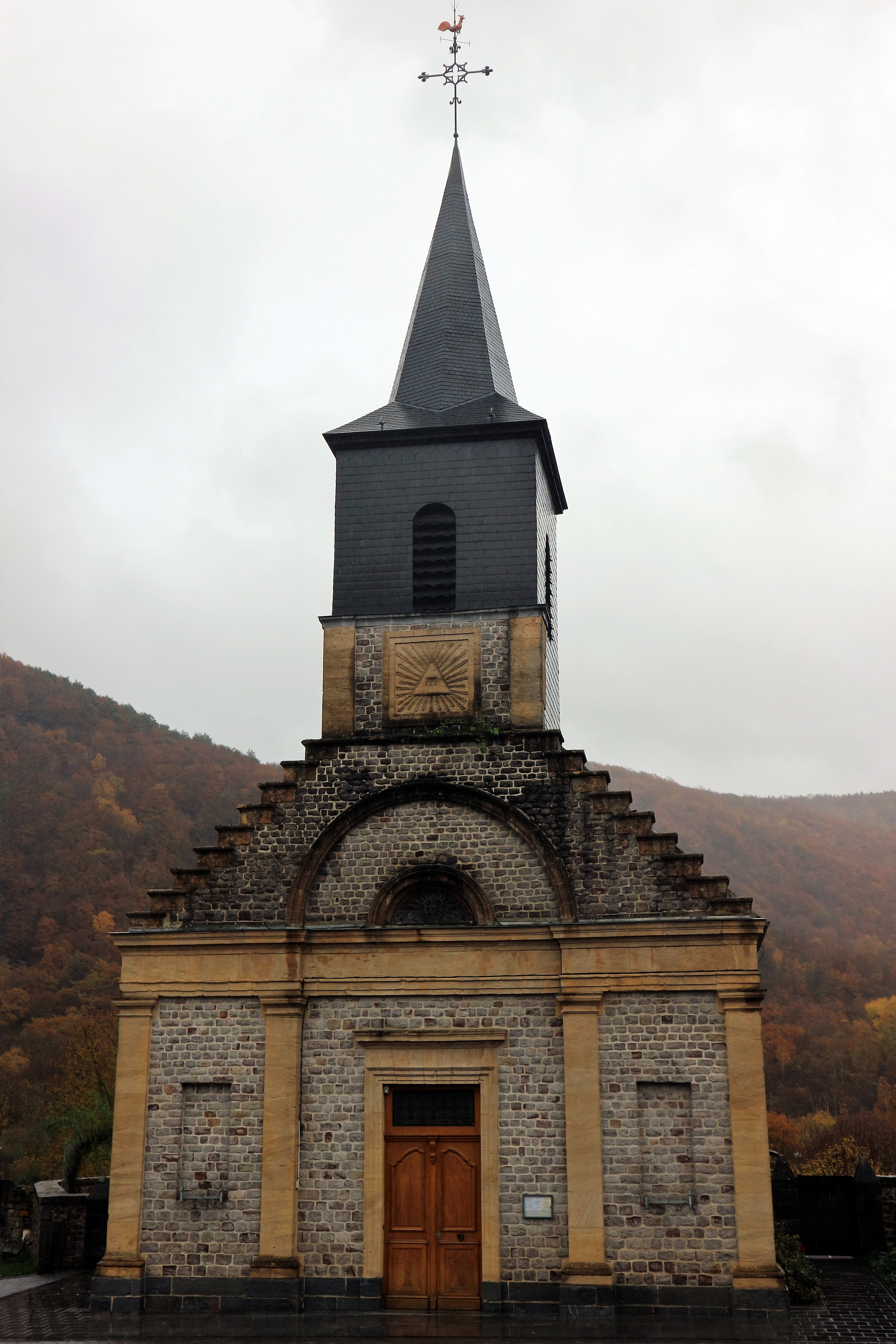
Kirche Notre-Dame

- Kirche Notre-Dame